# 薩凡納 (伊利諾伊州)
薩凡納（英語：Savanna）是一個位於美國伊利諾伊州卡洛爾縣的城市。

## 地理
薩凡納的座標為42°05′24″N 89°08′24″W / 42.09000°N 89.14000°W，而該地的平均海拔高度為288米（即748英尺）。

## 人口
根據2010年美國人口普查的數據，薩凡納的面積為2.91平方千米，當中陸地面積為2.91平方千米，而水域面積為0.00平方千米。當地共有人口3062人，而人口密度為每平方千米1,052.23人。